# Gardner R. Dozois
Pour les articles homonymes, voir Dozois.
Œuvres principales
- L'Étrangère
- Le Chasseur et son ombre
- Le Fini des mers

Gardner R. Dozois, né le 23 juillet 1947 à Salem dans le Massachusetts et mort le 27 mai 2018 à Philadelphie en Pennsylvanie, est un auteur américain de science-fiction. Il a été rédacteur en chef du magazine Asimov's Science Fiction de 1984 à 2004.

## Biographie
Écrivain délicat au style personnel et spécialiste de la nouvelle, Gardner R. Dozois a remporté le prix Nebula de la meilleure nouvelle courte à deux occasions : pour Apaisement (The Peacemaker) en 1983 et pour Enfant du matin (Morning Child) en 1984. Ses nouvelles sont rassemblées dans The Visible Man (1977), Geodesic Dreams, Slow Dancing through Time (1990) ou Strange Days (2001). Il a également écrit un roman en solo, L'Étrangère (Strangers) (1978), et en collaboration avec George Alec Effinger, Poison bleu (Nightmare Blue) (1975). 
Il a remporté treize prix Hugo comme meilleur rédacteur en chef de magazine professionnel.
C’est également un anthologiste réputé. Après avoir quitté le magazine Asimov's Science Fiction, il publie The Year's Best Science Fiction, anthologie annuelle créée en 1984. Il a aussi publié d’autres anthologies à thèmes : Cats, Dinosaurs, Seaserpents, Hackers. Son compère Michael Swanwick a publié en 2001 Being Gardner Dozois, un livre-interview de Dozois portant sur son œuvre. Il reçoit le prix World Fantasy de la meilleure anthologie 2014 en compagnie de George R. R. Martin pour Dangerous Women.

## Œuvres

### Romans
- Le Fini des mers, Le Bélial', coll. « Une heure-lumière » no 14, 2018 ((en) Chains of the Sea, 1973)
- Poison bleu, Denoël, coll. « Lunes d'encre », 2003 ((en) Nightmare Blue, 1975)Écrit avec George Alec Effinger.
- L'Étrangère, Denoël, coll. « Présence du futur », 2000 ((en) Strangers, 1978)Réédition, ActuSF, coll. « Perles d'épice », 2016 ; réédition sous le titre Étrangers, Pocket, coll. « Imaginaires » no 7308, 2022
- Le Chasseur et son ombre, Bragelonne, 2008 ((en) Hunter's Run, 2007)Écrit avec George R. R. Martin et Daniel Abraham. Réédition, Gallimard, coll. « Folio SF » no 445, 2013
- (en) City Under the Stars, 2020Écrit avec Michael Swanwick. Version augmentée du roman court The City of God des mêmes auteurs

### Recueils de nouvelles
- (en) The Visible Man, 1977
- (en) Slow Dancing Through Time, 1990
- (en) Geodesic Dreams: The Best Short Fiction of Gardner Dozois, 1992
- (en) Strange Days: Fabulous Journeys with Gardner Dozois, 2001
- (en) Morning Child and Other Stories, 2004
- (en) When the Great Days Come, 2011

### Nouvelles traduites en français
- Tour d'ivoire, 1983 ((en) Horse of Air, 1970)
- Un bien beau matin pour mourir, 1986 ((en) A Special Kind of Morning, 1971)
- Un royaume en bord de mer, 1982 ((en) A Kingdom by the Sea, 1972)
- Point d'ignition, 1990 ((en) Flash Point, 1974)
- En tournée, 2000 ((en) Touring, 1981)Écrit avec Jack Dann et Michael Swanwick.
- Plus morts que morts-vivants, 1984 ((en) Down Among the Dead Men, 1982)Écrit avec Jack Dann.
- Temps de neige, 2000 ((en) Snow Job, 1982)Écrit avec Michael Swanwick. Parue dans la revue Bifrost no 19, Le Bélial'
- Apaisement, 1991 ((en) The Peacemaker, 1983)Prix Nebula de la meilleure nouvelle courte 1983
- Permission de sortie, 1985 ((en) Dinner Party, 1984)
- Enfant du matin, 1986 ((en) Morning Child, 1984)Prix Nebula de la meilleure nouvelle courte 1984
- Les Dieux de Mars, 1987 ((en) The Gods of Mars, 1985)Écrit avec Jack Dann et Michael Swanwick.
- Expiation, 1990 ((en) Solace, 1989)
- Pour le bien de la communauté, 1997 ((en) Community, 1996)
- Chevalier des spectres et des ombres, 2003 ((en) A Knight of Ghosts and Shadows, 1999)
- Contrefactuel, 2008 ((en) Counterfactual, 2006)Prix Sidewise 2006

### Anthologies coéditées avec George R. R. Martin
- Chansons de la Terre mourante, ActuSF, 2013 ((en) Songs of the Dying Earth, 2009)Les deux tiers de l'ouvrage ont paru en français en deux volumes
- (en) Warriors, 2010Prix Locus de la meilleure anthologie 2011
- (en) Songs of Love and Death, 2010
- (en) Down These Strange Streets, 2011
- Dangerous Women, J'ai lu, 2016 ((en) Dangerous Women, 2013)Paru en français en deux volumes en 2016 et 2017
- (en) Old Mars, 2013Prix Locus de la meilleure anthologie 2014
- Vauriens, Pygmalion, 2018 ((en) Rogues, 2014)Prix Locus de la meilleure anthologie 2015
- (en) Old Venus, 2015Prix Locus de la meilleure anthologie 2016

### Anthologies coéditées avecJack Dann
- (en) Future Power, 1976
- (en) Hackers, 1996
- (en) Armageddons, 1999
- (en) Future War, 1999
- (en) Aliens Among Us, 2000
- (en) Genometry, 2001
- (en) Space Soldiers, 2001
- (en) Beyond Flesh, 2002
- (en) Future Sports, 2002
- (en) Future Crimes, 2003
- (en) A.I.s, 2004
- (en) Robots, 2005
- (en) Beyond Singularity, 2005
- (en) Escape from Earth: New Adventures in Space, 2006
- (en) Futures Past, 2006
- (en) Dangerous Games, 2007
- (en) Wizards: Magical Tales from the Masters of Modern Fantasy, 2007
- (en) The Dragon Book, 2009

### Autres anthologies
- N.S.O. - Le Nouveau Space Opera, Bragelonne, 2009 ((en) The New Space Opera, 2007)Coéditée avec Jonathan Strahan (en). Prix Locus de la meilleure anthologie 2008
- (en) The New Space Opera 2, 2009Coéditée avec Jonathan Strahan (en). Prix Locus de la meilleure anthologie 2010
- Épées et Magie, J'ai lu, 2019 ((en) The Book of Swords, 2017)Prix Locus de la meilleure anthologie 2018
- Sorciers et Magie, J'ai lu, 2020 ((en) The Book of Magic, 2018)Prix Locus de la meilleure anthologie 2019